# Associação Atlética Banco do Brasil

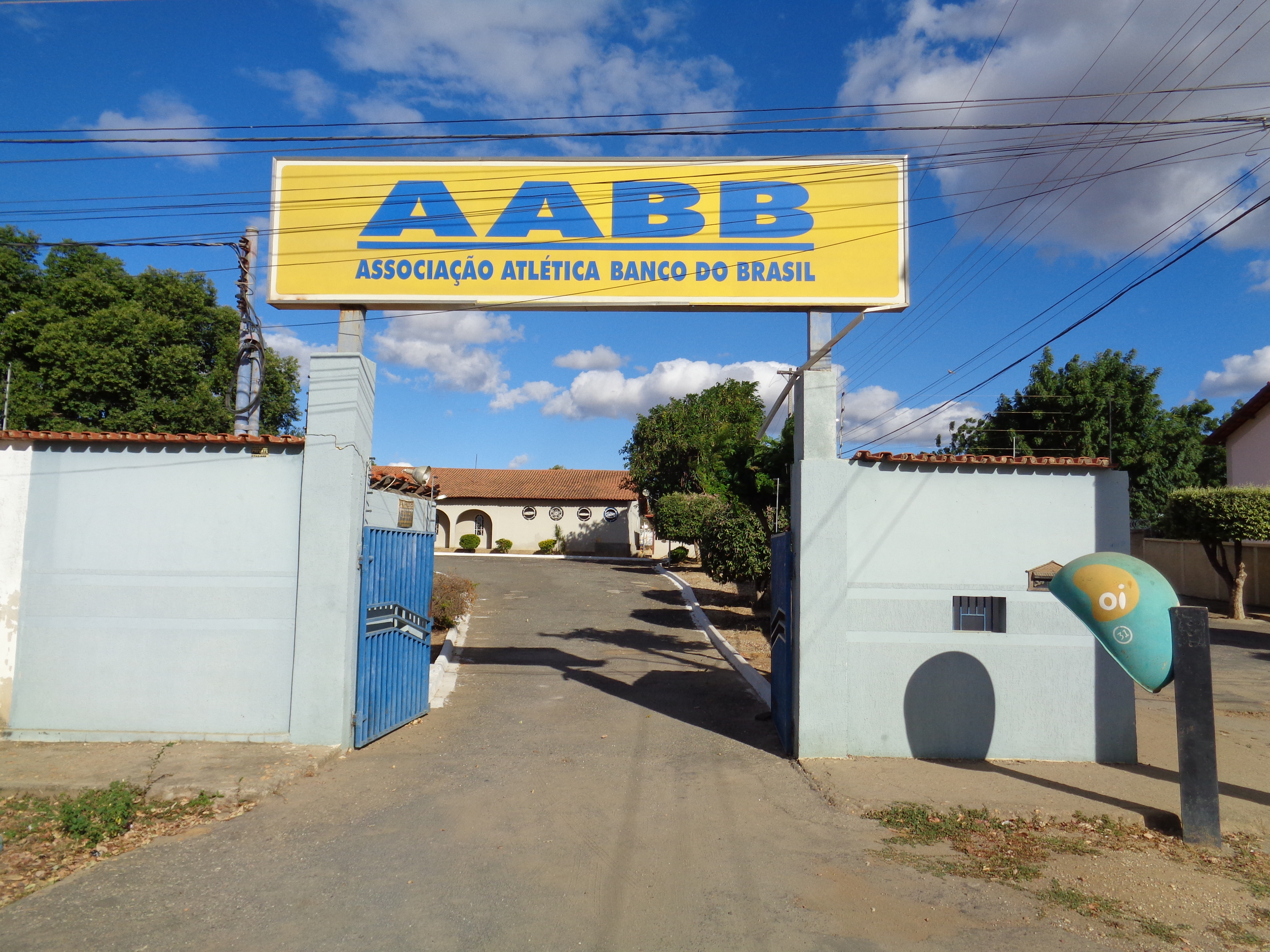
Entrada do AABB de Araçuaí, Minas Gerais.

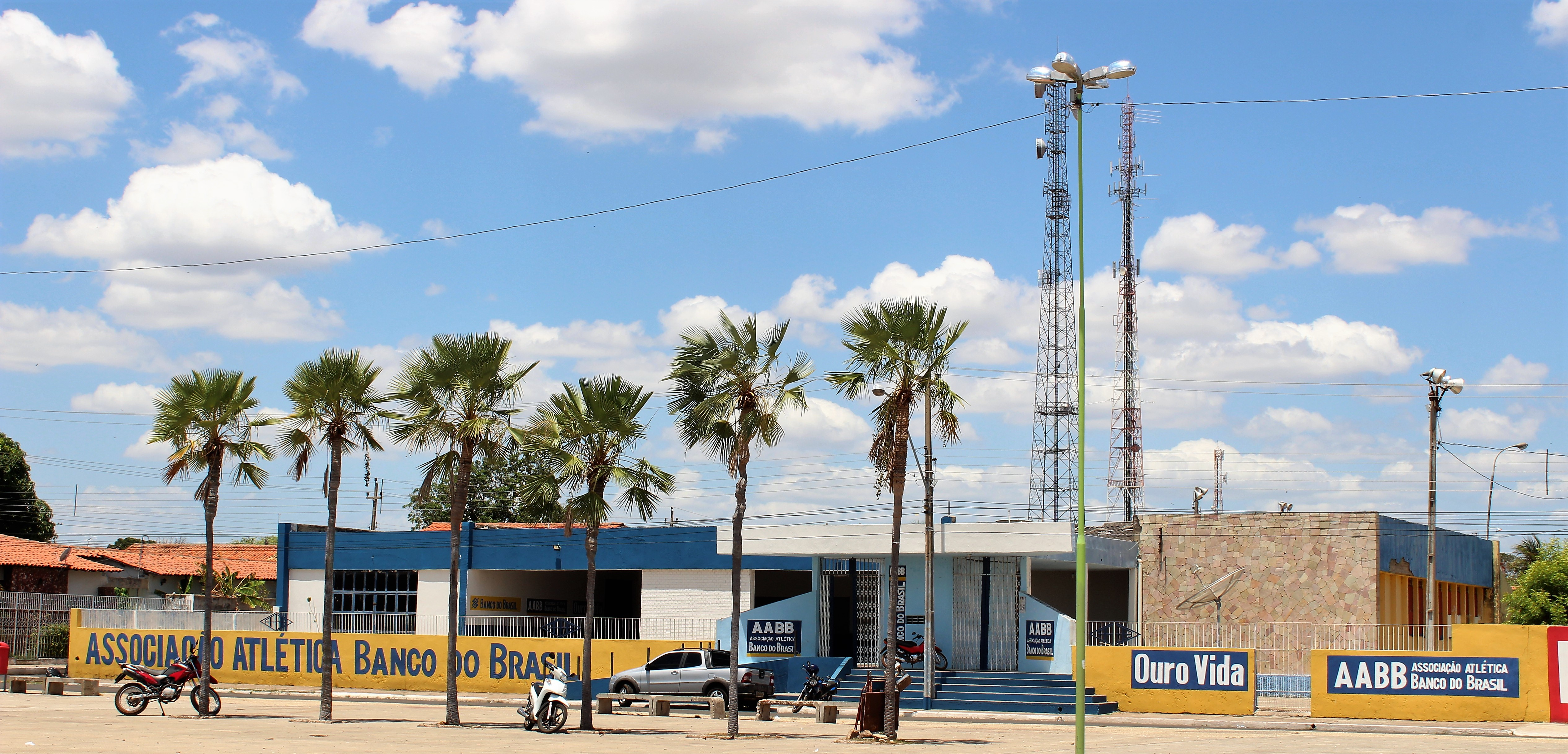
AABB em Campo Maior, no Piauí.

A Associação Atlética Banco do Brasil, mais conhecida pelo acrônimo AABB, é um clube social, recreativo e esportivo dos funcionários do Banco do Brasil.

## História

### A primeira
A primeira AABB foi fundada em 18 de maio de 1928, no Rio de Janeiro, por funcionários do Banco do Brasil desta cidade que o representavam em torneio de futebol patrocinado pela Federação Atlética Bancária e Alto Comércio (FABAC). Inicialmente, o único objetivo foi atender as exigências da FABAC, que passou a exigir que as equipes participantes de seu torneio estivessem organizadas em associações. No entanto, o primeiro estatuto só foi criado e aprovado em 1932, em Assembléia Geral na qual compareceram 111 associados.

### FENABB
A Federação Nacional das AABB (FENABB) foi criada em 12 de outubro de 1977 por iniciativa de Karlos Heinz Rischbieter, presidente do Banco do Brasil à época. O objetivo era transformar os clubes, que a esta altura já eram 719 espalhados por todo o país, em uma rede que seria o maior sistema integrador dos funcionários do banco. Segundo a própria FENABB, "Hoje, é considerada a maior rede de clubes autônomos do mundo localizada em um único país e gerida de modo unificado".